# Anthrenoides guarapuavae
Anthrenoides guarapuavae är en biart som beskrevs av Urban 2005. Anthrenoides guarapuavae ingår i släktet Anthrenoides och familjen grävbin. Inga underarter finns listade i Catalogue of Life.